# Guido Formigoni
Guido Formigoni (Como, 1958) è uno storico italiano.
Professore ordinario presso la Libera Università di Lingue e Comunicazione IULM di Milano, si è occupato di storia delle relazioni internazionali, delle relazioni tra storia internazionale e storia politica italiana, di storia del movimento cattolico, di cattolicesimo sociale. È inoltre il principale biografo di Aldo Moro.

## Biografia
Laureatosi in Filosofia presso l’Università Cattolica del Sacro Cuore di Milano con Ottavio Barié, ha in seguito svolto ricerca presso l'archivio per la storia del movimento sociale cattolico in Italia e ha tenuto corsi presso la stessa Università Cattolica del Sacro Cuore e l'Università di Bologna. È professore ordinario di Storia contemporanea presso la Libera Università di Lingue e comunicazione IULM di Milano, ateneo di cui dal 2018 è stato prorettore alla ricerca e presidente del presidio qualità, mentre dal 2024 è prorettore vicario; è stato inoltre direttore del Dipartimento di Studi umanistici ed è direttore scientifico del Master in Comunicazione per le relazioni internazionali (MICRI).
È socio dell’Associazione di cultura e politica Il Mulino di Bologna ed è socio e consigliere della Sissco. Socio dell'Azione cattolica, ne è anche storico.
Ha diretto le riviste Ricerche di storia politica (in condirezione con Raffaella Baritono) e Appunti di cultura e politica (di entrambe è ancora membro della redazione), fa parte di Modernism e ha fatto parte della redazione delle riviste «Il Mulino» e Annali della Sissco.
È stato presidente dell’associazione Città dell’uomo e, per la Fondazione Carlo Maria Martini, è coordinatore del comitato scientifico che si occupa della pubblicazione dell’Opera Omnia dello stesso card. Martini.
Collabora inoltre con le istituzioni Civitas – FARCD, Isacem, Accademia Aldo Moro, Centro studi su politica estera e opinione pubblica, C3dem.

## Opere
- I cattolici-deputati (1904-1918): tradizione e riforme, Studium, Roma 1988.
- L’Azione cattolica italiana, Àncora, Milano 1988.
- Guido Formigoni e Giorgio Vecchio, L'Azione cattolica nella Milano del Novecento, Rusconi, Milano 1989.
- La scelta occidentale della Cisl. Giulio Pastore e l'azione sindacale tra guerra fredda e ricostruzione (1947-1951), Franco Angeli, Milano 1991.
- (a cura di), Filippo Meda tra economia, società e politica, Vita e pensiero, Milano 1991.
- (a cura di), Andrea Carlo Ferrari, Conservare e rinnovare la fede del popolo: lettere, discorsi e interventi del card. Ferrari per l'apostolato dei laici (1894-1921), In dialogo, Milano 1995.
- La Democrazia cristiana e l’alleanza occidentale (1943-1953), Il Mulino, Bologna 1996.
- Aldo Moro. L’intelligenza applicata alla mediazione politica, Centro Ambrosiano, Milano 1997.
- Storia della politica internazionale nell’età contemporanea, Il Mulino, Bologna 2000 (2006 e 2018 nuove edizioni).
- Giuseppe Lazzati e il progetto di Città dell’uomo, In dialogo, Milano 2002.
- Miti, propaganda modelli di comunicazione nell'Italia della guerra fredda, Arcipelago, Milano 2003.
- (a cura di), L’impero e gli imperi nel Novecento, numero monografico di «Ricerche di storia politica», n.s. 9 (2006), 3.
- La politica internazionale nel Novecento, Il Mulino, Bologna 2007.
- Alla prova della democrazia. Chiesa, cattolici e modernità nell’Italia del ‘900, Il Margine, Trento 2008.
- (a cura di, con Alfredo Canavero e Giorgio Vecchio), Le sfide della pace. Istituzioni, movimenti intellettuali e politici fra ‘800 e ‘900, Led, Milano 2008.
- (a cura di, con Massimo De Giuseppe), Primo Mazzolari, Scritti sulla pace e sulla guerra, Edizione critica, Dehoniane, Bologna 2009, pp. 750.
- (a cura di), Giuseppe Lazzati, Laici cristiani nella città dell'uomo: scritti ecclesiali e politici (1945-1986), San Paolo, Cinisello Balsamo 2009.
- L’Italia dei cattolici. Fede e nazione dal Risorgimento a oggi, Il Mulino, Bologna 2010.
- Guido Formigoni, Luciano Caimi, Franco Monaco, Filippo Pizzolato, Luigi F. Pizzolato, Il caso CL nella chiesa e nella società italiana. Spunti per una discussione, Il Margine, Trento 2014.
- Aldo Moro. Lo statista e il suo dramma, Il Mulino, Bologna 2016.
- Storia d'Italia nella guerra fredda (1943-1978), Il Mulino, Bologna 2016.
- (a cura di, con Daniela Saresella), 1945: la transizione nel dopoguerra, Viella, Roma 2017.
- La politica internazionale dal XX al XXI secolo, Il Mulino, Bologna 2018.
- (a cura di, con Mauro Ceruti), (S)confinamenti : esperienze e rappresentazioni della globalizzazione, Il Mulino, Bologna 2020.
- I cattolici italiani nella prima guerra mondiale. Nazione, religione, violenza e politica, Morcelliana, Brescia 2021.
- Storia essenziale dell'Italia repubblicana, Il Mulino, Bologna 2021.
- Guido Formigoni, Paolo Pombeni e Giorgio Vecchio, Storia della Democrazia cristiana (1943-1993), Il Mulino, Bologna 2023.
- Aldo Moro uomo del dialogo. L'intellettuale, il credente, lo statista, In Dialogo, Milano 2024.
- (a cura di), Italy and the 'Shock of the Global' during the 1970s, Palgrave MacMillan, London 2025.